# París-Niza 1989
La París-Niza 1989, fue la edición número 47 de la carrera, que estuvo compuesta de ocho etapas y un prólogo disputados del 5 al 12 de marzo de 1989. Los ciclistas completaron un recorrido de 1.111 km con salida en París y llegada a Col d'Èze, en Francia. La carrera fue vencida por el español Miguel Induráin, que fue acompañado en el podio por el irlandés Stephen Roche y el francés Marc Madiot. 

## Resultados de las etapas
| Etapa                 | Fecha       | Recorrido                         | km     | Ganador            | Líder            |
| --------------------- | ----------- | --------------------------------- | ------ | ------------------ | ---------------- |
| Prólogo               | 5 de marzo  | París (CRI)                       | 5.3 km | Thierry Marie      | Thierry Marie    |
| 1ª etapa              | 6 de marzo  | Gien-Moulins                      | 167 km | Etienne de Wilde   | Thierry Marie    |
| 2ª etapa              | 7 de marzo  | Moulins-Saint-Étienne             | 207 km | Etienne de Wilde   | Etienne de Wilde |
| 3ª etapa              | 8 de marzo  | Vergèze-Vergèze (CRE)             | 58 km  | Toshiba            | Laurent Bezault  |
| 4ª etapa              | 9 de marzo  | Vergèze-Mont Faron                | 203 km | Bruno Cornillet    | Marc Madiot      |
| 5ª etapa              | 10 de marzo | Toulon-Saint-Tropez               | 178 km | Gérard Rué         | Miguel Induráin  |
| 6ª etapa              | 11 de marzo | Saint-Tropez-Mandelieu-la-Napoule | 190 km | Adrie van der Poel | Miguel Induráin  |
| 7.ª etapa 1.er sector | 12 de marzo | Mandelieu-la-Napoule-Niza         | 101 km | Adriano Baffi      | Miguel Induráin  |
| 7.ª etapa 2.º sector  | 12 de marzo | Niza-Col d'Èze (CRI)              | 10 km  | Stephen Roche      | Miguel Induráin  |

## Etapas

### Prólogo
5-03-1989. París, 5.3 km. CRI
|   | Ciclista        | Equipo               | Tiempo |
| - | --------------- | -------------------- | ------ |
| 1 | Thierry Marie   | Super U-Raleigh-Fiat | 6' 47" |
| 2 | Miguel Induráin | Reynolds             | + 1"   |
| 3 | Laurent Fignon  | Super U-Raleigh-Fiat | + 2"   |

### 1ª etapa
6-03-1989. Gien-Moulins, 167 km.
|   | Ciclista           | Equipo                           | Tiempo     |
| - | ------------------ | -------------------------------- | ---------- |
| 1 | Etienne de Wilde   | Histor-Sigma                     | 4h 24' 08" |
| 2 | Eddy Planckaert    | ADR-W-Cup-Bottecchia-Coors Light | m. t.      |
| 3 | Adrie van der Poel | Domex-Weinmann                   | m. t.      |

### 2ª etapa
7-03-1989. Moulins-Saint-Étienne 207 km.
|   | Ciclista         | Equipo       | Tiempo     |
| - | ---------------- | ------------ | ---------- |
| 1 | Etienne de Wilde | Histor-Sigma | 5h 40' 26" |
| 2 | Adriano Baffi    | Ariostea     | m. t.      |
| 3 | Andreas Kappes   | Toshiba      | m. t.      |

### 3ª etapa
8-03-1989. Vergèze-Vergèze 58 km. (CRE)
|   | Equipo            | Tiempo     |
| - | ----------------- | ---------- |
| 1 | Toshiba           | 1h 13' 43" |
| 2 | Ariostea          | + 41"      |
| 3 | Panasonic-Isostar | + 1' 07"   |

### 4ª etapa
9-03-1989. Vergèze-Mont Faron, 203 km.
|   | Ciclista        | Equipo       | Tiempo     |
| - | --------------- | ------------ | ---------- |
| 1 | Bruno Cornillet | Z-Peugeot    | 5h 21' 04" |
| 2 | Miguel Induráin | Reynolds     | m. t.      |
| 3 | Luc Roosen      | Histor-Sigma | + 9"       |

### 5ª etapa
10-03-1989. Toulon-Saint-Tropez, 178 km.
|   | Ciclista         | Equipo               | Tiempo     |
| - | ---------------- | -------------------- | ---------- |
| 1 | Gérard Rué       | Super U-Raleigh-Fiat | 4h 20' 53" |
| 2 | Miguel Induráin  | Reynolds             | + 1"       |
| 3 | Etienne de Wilde | Histor-Sigma         | + 1' 03"   |

### 6ª etapa
11-03-1989. Saint-Tropez-Mandelieu-la-Napoule, 190 km.
|   | Ciclista            | Equipo               | Tiempo     |
| - | ------------------- | -------------------- | ---------- |
| 1 | Adrie van der Poel  | Domex-Weinmann       | 5h 05' 55" |
| 2 | Andreas Kappes      | Toshiba              | m. t.      |
| 3 | Christophe Lavainne | Super U-Raleigh-Fiat | m. t.      |

### 7.ª etapa,1.ersector
12-03-1989. Mandelieu-la-Napoule-Niza, 101 km.
|   | Ciclista           | Equipo         | Tiempo     |
| - | ------------------ | -------------- | ---------- |
| 1 | Adriano Baffi      | Ariostea       | 2h 31' 46" |
| 2 | Malcolm Elliott    | Teka           | m. t.      |
| 3 | Adrie van der Poel | Domex-Weinmann | m. t.      |

### 7.ª etapa, 2.º sector
12-03-1989. Niza-Col d'Èze, 10 km. CRI
|   | Ciclista        | Equipo    | Tiempo  |
| - | --------------- | --------- | ------- |
| 1 | Stephen Roche   | Fagor-MBK | 19' 52" |
| 2 | Miguel Induráin | Reynolds  | + 32"   |
| 3 | Julián Gorospe  | Reynolds  | + 51"   |

## Clasificaciones finales

### Clasificación general
| Pos. | Ciclista              | Equipo                 | Tiempo      |
| ---- | --------------------- | ---------------------- | ----------- |
|      | Miguel Indurain       | Reynolds               | 28h 09' 05" |
| 2    | Stephen Roche         | Fagor-MBK              | + 13"       |
| 3    | Marc Madiot           | Toshiba                | + 1' 33"    |
| 4    | Peter Winnen          | Panasonic-Isostar      | + 1' 56"    |
| 5    | Gérard Rué            | Super U-Raleigh-Fiat   | + 2' 25"    |
| 6    | Jean-Claude Colotti   | R.M.O.                 | + 2' 26"    |
| 7    | Giuseppe Petito       | Ariostea               | m. t.       |
| 8    | Eric Caritoux         | R.M.O.                 | + 2' 35"    |
| 9    | Luc Roosen            | Histor-Sigma           | + 2' 55"    |
| 10   | Martín Alonso Ramírez | Café de Colombia-Mavic | + 3' 02"    |